# Stabsmusikkorps der Bundeswehr

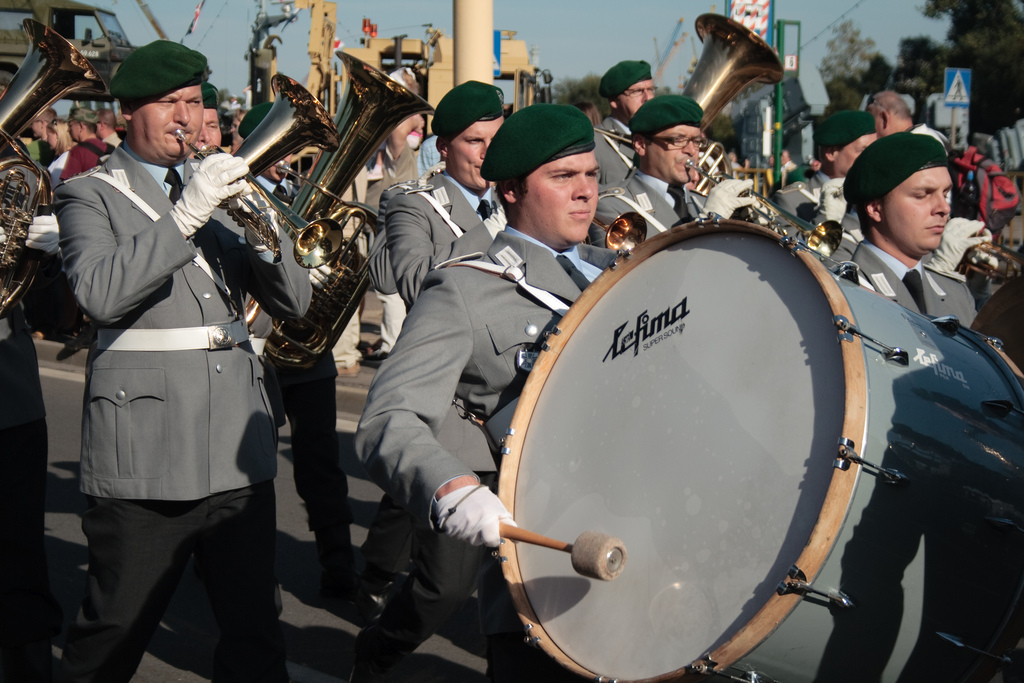
Teil des Stabsmusikkorps der Bundeswehr

Das Stabsmusikkorps der Bundeswehr ist ein initiatives Blasorchester der Bundeswehr, stationiert in Berlin.

## Organisation
Das Stabsmusikkorps wird zusammen mit dem Wachbataillon beim Bundesministerium der Verteidigung für den protokollarischen Ehrendienst eingesetzt. Hierzu zählen Staatsempfänge des Bundespräsidenten, Empfänge des Bundeskanzlers und des Verteidigungsministers sowie der Inspekteure der Teilstreitkräfte der Bundeswehr. Auch Konzerte mit dem großen Sinfonischen Blasorchester sowie mit kleineren kammermusikalischen Besetzungen gehören zum Betätigungsfeld. Das Stabsmusikkorps verfügt auch über einen Spielmannszug, mit dem es in Verbindung mit dem Wachbataillon den Großen Zapfenstreich durchführen kann. Im Stabsmusikkorps dienen heute ca. 120 Zeit- und Berufssoldaten sowie freiwillig Wehrdienstleistende. Die Soldaten sind analog zum Wachbataillon mit den Uniformen aller Teilstreitkräfte ausgestattet. Das Stabsmusikkorps der Bundeswehr wird seit 2014 geführt von Oberstleutnant Reinhard Kiauka, des Weiteren verfügt das Orchester regelmäßig über einen 2. Musikoffizier im Dienstgrad eines Hauptmanns.

## Geschichte
In der Geschichte der Bundeswehr gab es zwei Stabsmusikkorps: eines in Berlin und eines in Siegburg (das heutige Musikkorps der Bundeswehr).
Das heutige Stabsmusikkorps der Bundeswehr wurde am 1. April 1991 als Heeresmusikkorps Ost in Potsdam aufgestellt. Im Januar 1994 wurde es in Heeresmusikkorps 400 umbenannt und am 1. April 1995 nach Berlin verlegt. Zum 1. Juli 1996 erfolgte die Umbenennung in HMK 400/Stabsmusikkorps Berlin und am 1. Juli 2000 in Stabsmusikkorps der Bundeswehr.
Das „alte“ Stabsmusikkorps heißt heute Musikkorps der Bundeswehr und wurde am 16. Februar 1957 als Lehrmusikkorps der Bundeswehr in Rheinbach aufgestellt. Am 16. Februar 1959 erfolgte die Verlegung in die Brückberg-Kaserne nach Siegburg und zum 1. Juni 1959 die Umbenennung in Stabsmusikkorps der Bundeswehr. Am 1. Juli 2000 wurde das Stabsmusikkorps aus Siegburg in Musikkorps der Bundeswehr umbenannt.
Zu besonderen Anlässen treten beide Musikkorps zusammen auf. Einer der letzten gemeinsamen Auftritte war zusammen mit dem Wachbataillon BMVg beim Großen Zapfenstreich anlässlich „50 Jahre Bundeswehr“ auf dem Platz der Republik vor dem Reichstagsgebäude in Berlin.

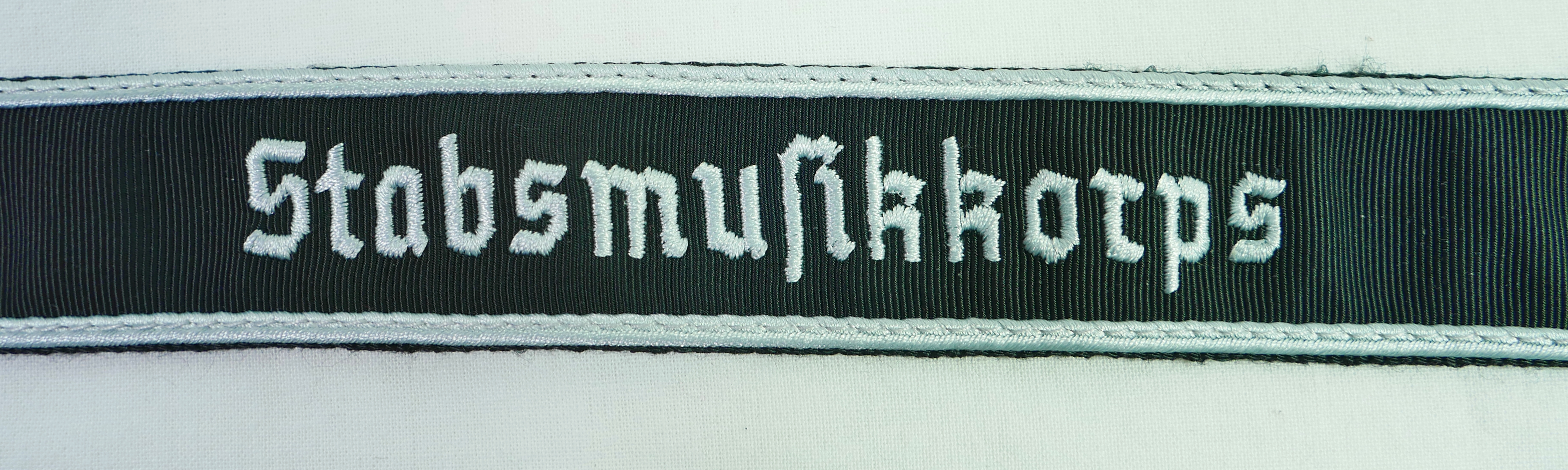
Ärmelband Stabsmusikkorps

2023 wurde dem Stabsmusikkorps das Ärmelband Stabsmusikkorps gemäß Anzugordnung zuerkannt. Beim Besuch von König Felipe VI. von Spanien trug das Stabsmusikkorps zum ersten Mal das Ärmelband „Stabsmusikkorps“ an der Heeres-Uniform.

## Leitung
Die bisherigen Chefs des heutigen Stabsmusikkorps der Bundeswehr waren:
| Zeitraum  | Dienstgrad     | Name                |
| --------- | -------------- | ------------------- |
| 1991–1993 | Major          | Bernd Männel        |
| 1993      | Hauptmann      | Lutz Bammler        |
| 1993      | Major          | Wolfgang Helm       |
| 1993–1996 | Hauptmann      | Friedrich Szepansky |
| 1996–2012 | Oberstleutnant | Volker Wörrlein     |
| 2012–2014 | Oberstleutnant | Walter Ratzek       |
| seit 2014 | Oberstleutnant | Reinhard Kiauka     |